# Lodewijk van Deysselstraat

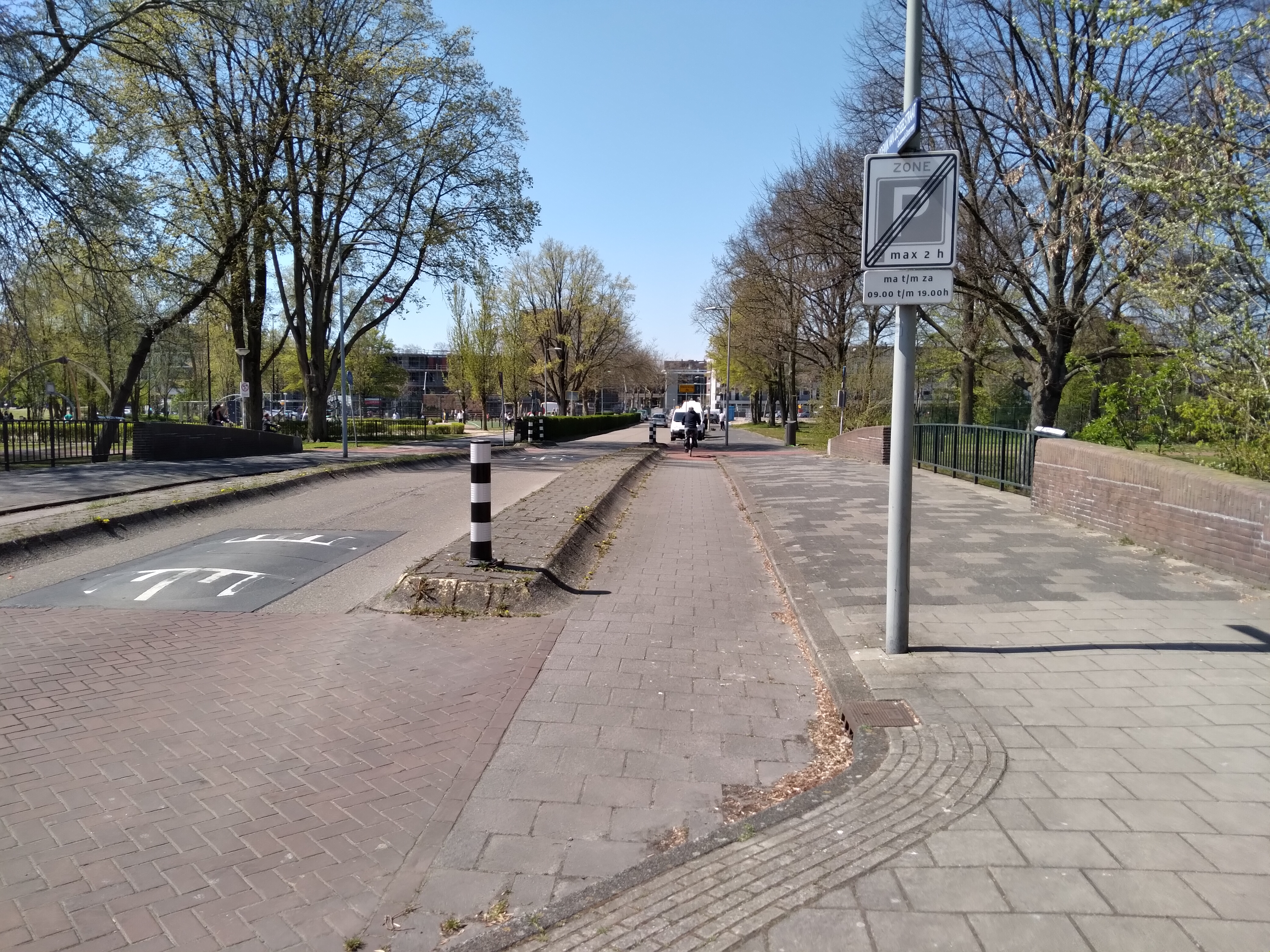
Lodewijk van Deysselstraat gezien vanaf Maria Woesthovenbrug richting west (april 2021)

De Lodewijk van Deysselstraat is een straat in de Amsterdamse wijken Slotermeer en Geuzenveld en loopt van oost naar west.

## Geschiedenis
De straat is bij een raadsbesluit van 14 oktober 1953 en 2 november 1955 vernoemd naar Lodewijk van Deyssel een pseudoniem van Karel J.L. Alberdingk Thijm, een Nederlands letterkundige.De straat werd tussen 1954 en 1956 aangelegd en begint bij de Slotermeerlaan en ligt in het verlengde van de Henriëtte Roland Holststraat. Daarna gaat de straat met een zigzag boog naar links en dan weer naar rechts en kruist daarna de Burgemeester Van Leeuwenlaan. Daarna kruist de straat met de Maria Woesthovenbrug (brug.nr. 620) een naamloos water en eindigt bij de Dr. H. Colijnstraat. In het verlengde ligt de Dirk Sonoystraat. 

## Gebouwen

### Noordzijde
Aan de noordzijde bevinden zich de even huisnummers (4-72) en een markant gebouw is de Kleine Verfdoos (huisnummers 4-14) naar ontwerp van Allert Warners, wiens naam in de plint is vermeld. Op huisnummer 16 bevond zich vanaf begin 1957 het politiebureau Lodewijk van Deysselstraat, dat was ontworpen door een vrouwelijke architect binnen de dienst Dienst der Publieke Werken met daaraan gekoppeld een gebouw van de PTT. Deze combinatie vormen de vleugels binnen het Y-vormig complex waarvan de poot bestaat uit de Kleine Verfdoos. In 2015 werd het politiebureau voor het publiek gesloten maar het is nog wel bij de politie in gebruik. Verderop in de straat bevinden zich voornamelijk portiekflats maar ook laagbouw. Na de Burgemeester van Leeuwenlaan is er ook nieuwbouw. Hier stond op huisnummer 110 voorheen de Burgemeester van Leeuwenschool, van het type H-school. In het Geuzenveldse gedeelte staan geen woningen, maar bevinden zich het Eendrachtspark en schooltuinen.

### Zuidzijde
Aan de zuidzijde bevinden zich de oneven huisnummers (21-107). Hier bevindt zich voornamelijk laagbouw van architect Jaap Bot, die als stroken langs de straat is neergezet. Tussen die laagbouw bevinden zich ook vijf blokjes met opvallend hogere winkelpanden onder een soort luifel; deze gebouwen zijn alleen geschikt als bedrijfsruimten. Daarachter staan portiekflats, deels ook van Bot. Het blokje vanaf huisnummer 77 werd rond 2003 herontwikkeld tot woningen onder ontwerp van het architectenburo van Hans Wagner. Andere afwijkende gebouwen zijn een kerk uit 1971 en een woongebouw uit 2001, dat aan het Henric van Veldekehof staat. 
In het Geuzenveldse gedeelte staan geen woningen, maar liggen een sportveldje en speeltuin. In die speeltuin, die diverse keren gemoderniseerd is, staat als reliek uit vervlogen tijden nog een iglo van Aldo van Eyck. 

#### Kerk
In 1970/1971 werd op de plek waar de huisnummers lager dan 21 geprojecteerd kunnen worden gebouwd aan een kerk voor de Nieuw-Apostolische Kerk. Het ontwerp kwam van het Architecten- en ingenieursbureau van Van Asperen en Hallema, dat meer kerken voor de geloofsgemeenschappen ontwierp. Het gebouw steekt qua ontwerp sterk af van de overige bebouwing. De ingang van de kerk werd niet aan de Lodewijk van Deysselstraat gezet, maar aan de Jacques Perkstraat 1.

## Openbaar vervoer
In de straat zelf is geen openbaar vervoer meer. Van 3 juni 1956 tot 8 maart 1959 reed bus 21 door de straat tussen de Burgemeester van Leeuwenlaan en de Dr. H. Colijnstraat en van 22 augustus 1958 tot 18 augustus 1961 bus 20. Tussen september 2000 en september 2001 reed de vervangende pendelbus van tram 13 staduitwaarts door de straat tussen de Burgemeester van Leeuwenlaan en de Dr. H. Colijnstraat toen het verhoogde dijklichaam van de Burgemeester Röellstraat werd afgegraven.

## Afbeeldingen

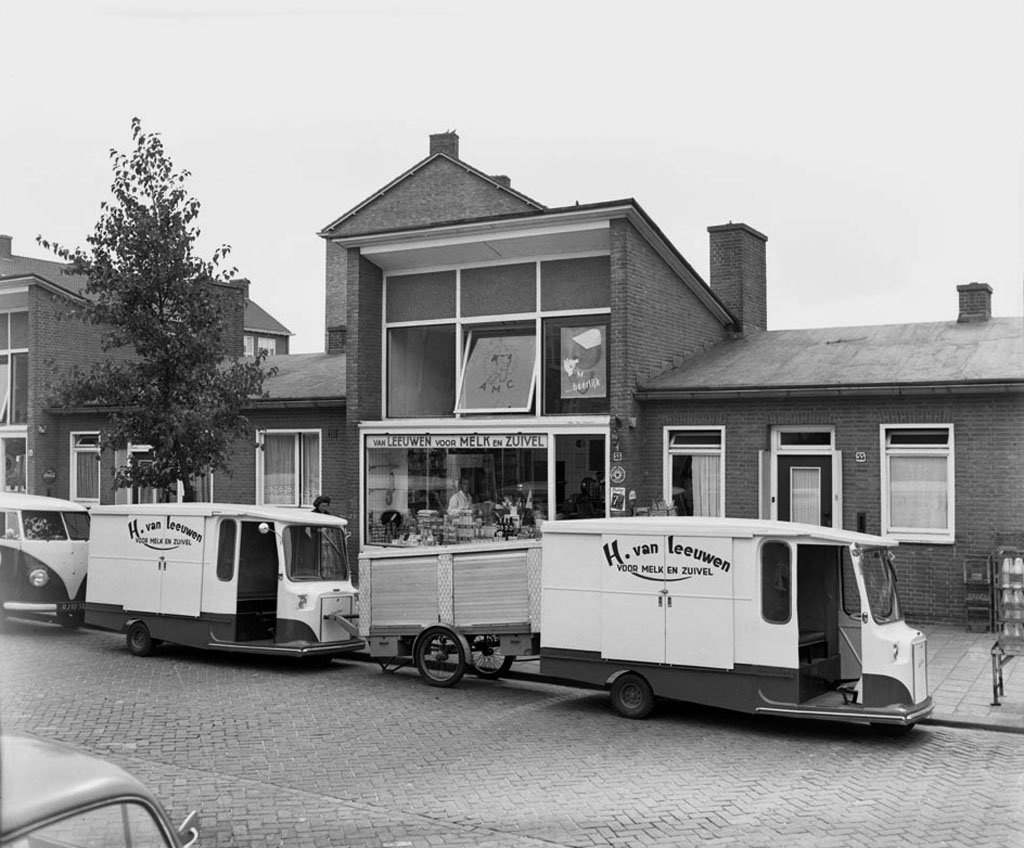
Een melkhandel onder de 'luifel' in het lage gedeelte van de Lodewijk van Deysselstraat; augustus 1960
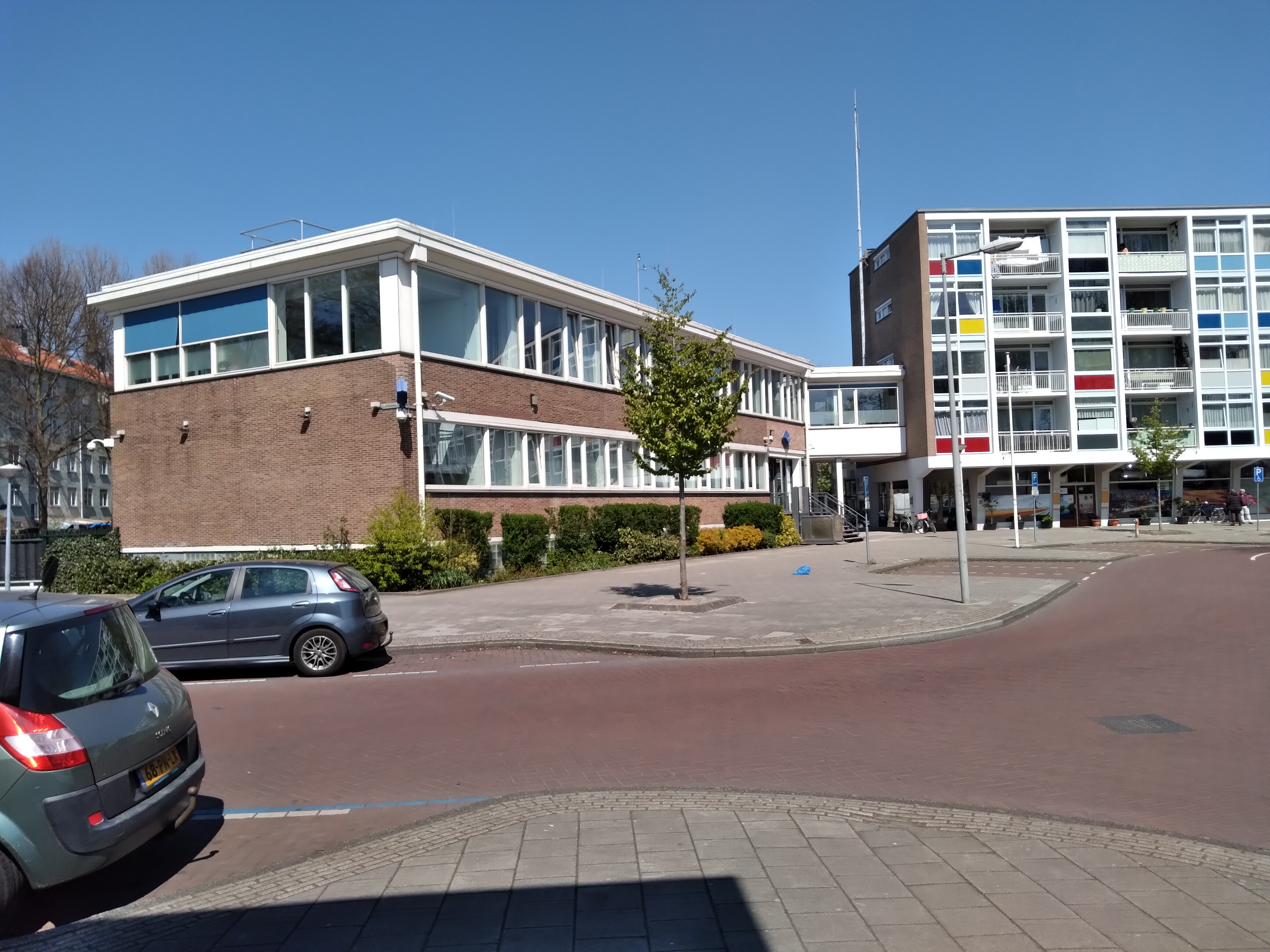
Politiebureau op 16 (links) en Kleine verfdoos (rechts) (april 2021)
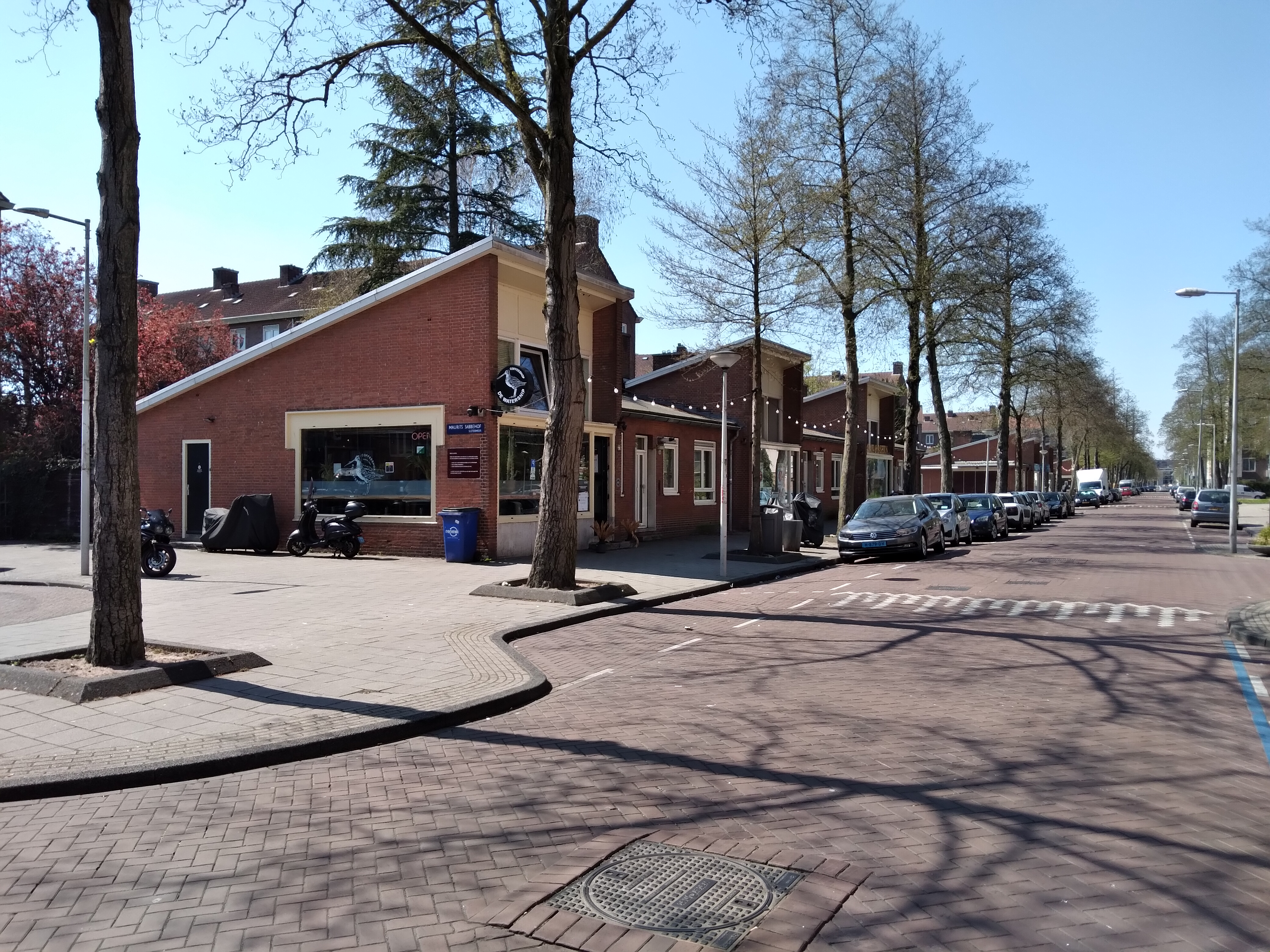
Een blokje aan oneven kant (april 2021)
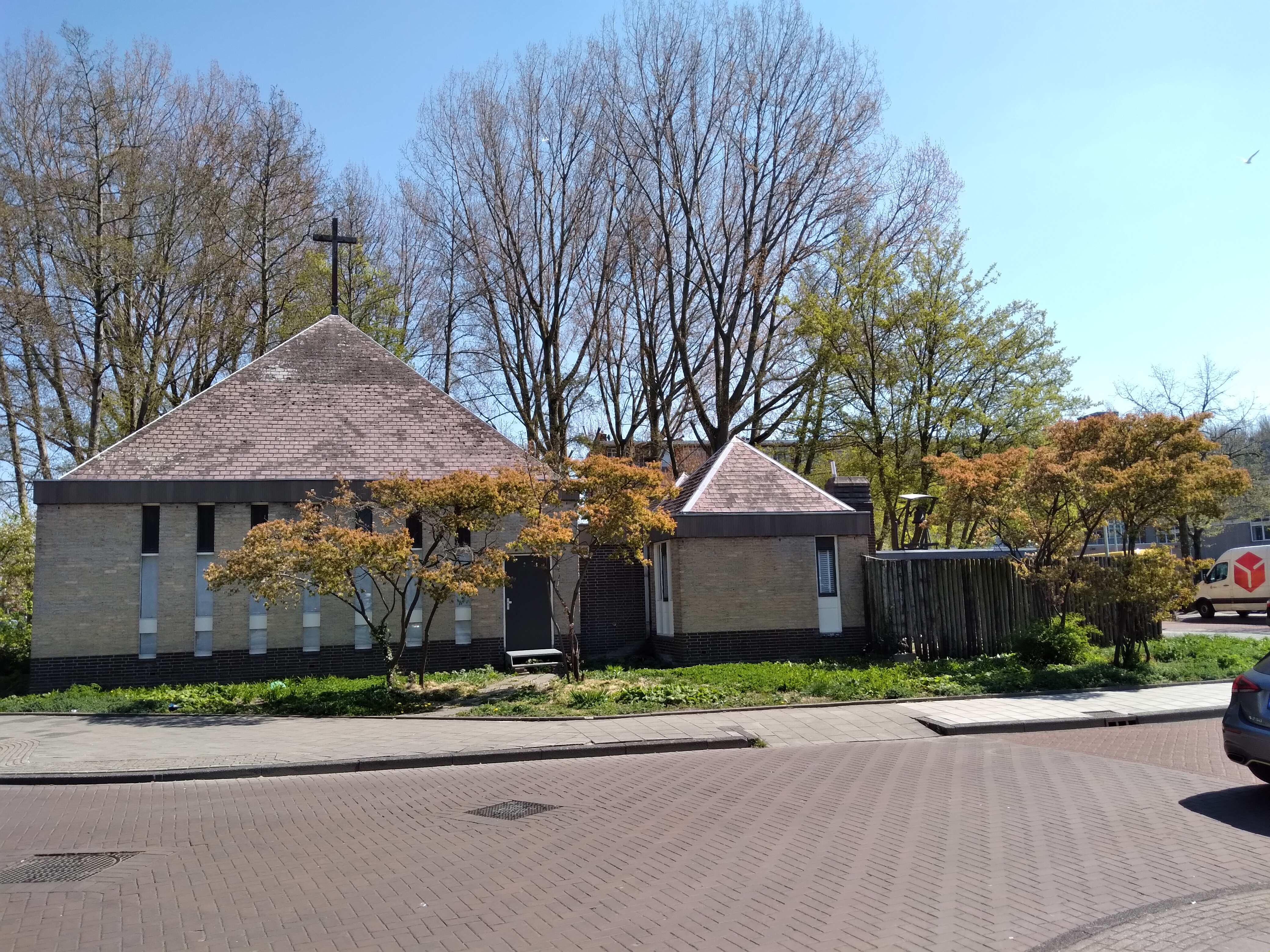
Kerk (april 2021)
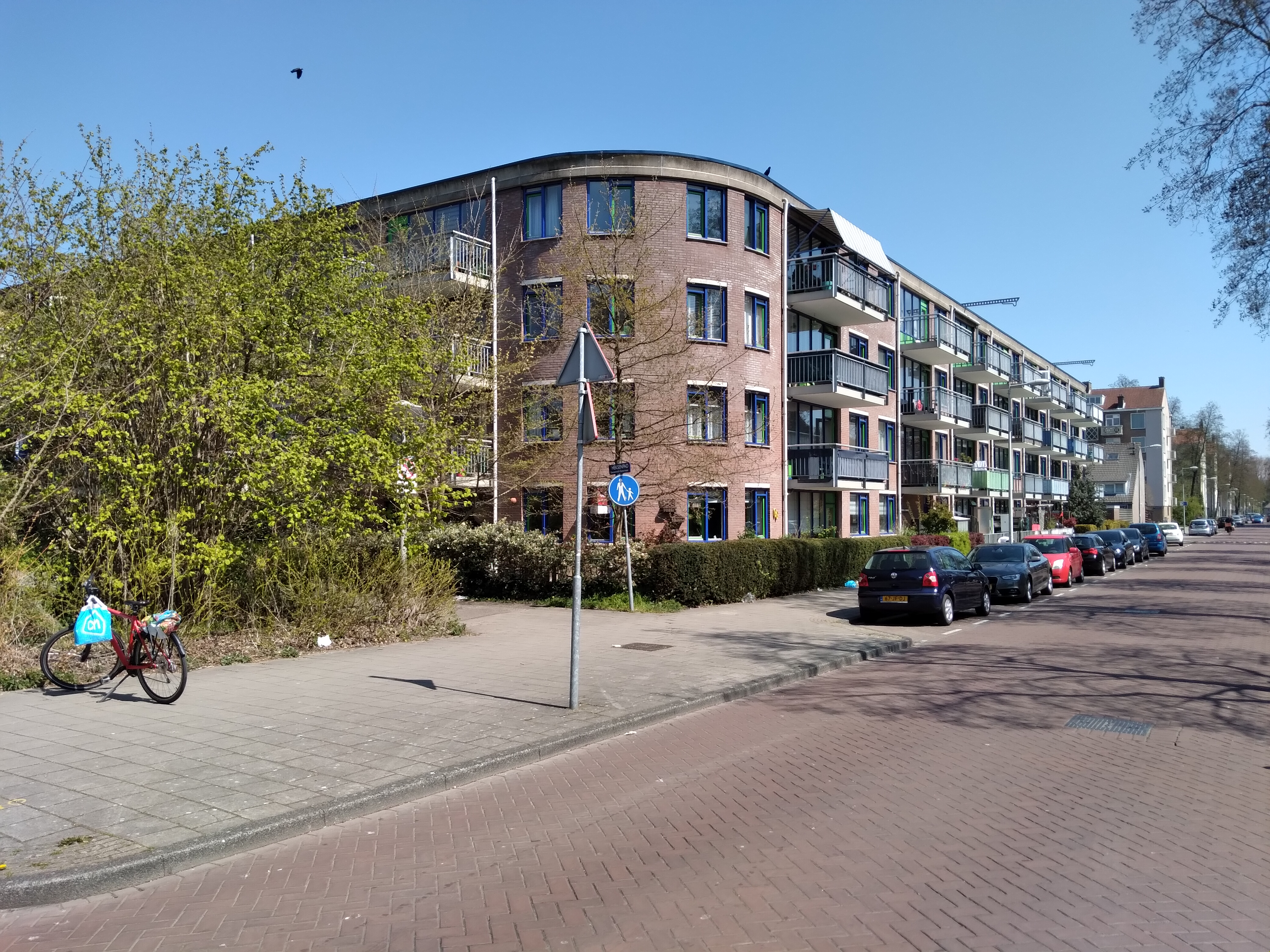
Kruising Lodewijk van Deysselstraat en Heksenpad (april 2021)